# CD164
CD164 (англ. CD164 molecule) – білок, який кодується однойменним геном, розташованим у людей на короткому плечі 6-ї хромосоми. Довжина поліпептидного ланцюга білка становить 197 амінокислот, а молекулярна маса — 20 917.
| 10         |  | 20         |  | 30         |  | 40         |  | 50         |
| ---------- |  | ---------- |  | ---------- |  | ---------- |  | ---------- |
| MSRLSRSLLW |  | AATCLGVLCV |  | LSADKNTTQH |  | PNVTTLAPIS |  | NVTSAPVTSL |
| PLVTTPAPET |  | CEGRNSCVSC |  | FNVSVVNTTC |  | FWIECKDESY |  | CSHNSTVSDC |
| QVGNTTDFCS |  | VSTATPVPTA |  | NSTAKPTVQP |  | SPSTTSKTVT |  | TSGTTNNTVT |
| PTSQPVRKST |  | FDAASFIGGI |  | VLVLGVQAVI |  | FFLYKFCKSK |  | ERNYHTL    |

A: Аланін

C: Цистеїн

D: Аспарагінова кислота

E: Глутамінова кислота

F: Фенілаланін

G: Гліцин

H: Гістидин

I: Ізолейцин

K: Лізин

L: Лейцин

M: Метіонін

N: Аспарагін

P: Пролін

Q: Глутамін

R: Аргінін

S: Серин

T: Треонін

V: Валін

W: Триптофан

Задіяний у таких біологічних процесах, як клітинна адгезія, міогенез, альтернативний сплайсинг. 
Локалізований у клітинній мембрані, мембрані, лізосомі, ендосомах.
Також секретований назовні.